# Seznam ostrovů Fidži
Ostrovy Fidži (anglicky ostrov – island). Tabulka obsahuje přehled ostrovů Fidži s plochou přes 10 km².
| #  | ostrov       | ostrovní skupina | rozloha (km²) | max.nadm.výška (m) |
| -- | ------------ | ---------------- | ------------- | ------------------ |
| 1  | Viti Levu    | Viti Levu        | 10 388        | 1324               |
| 2  | Vanua Levu   | Vanua Levu       | 5587,1        | 1111               |
| 3  | Taveuni      | Vanua Levu       | 435           | 1241               |
| 4  | Kadavu       | Kadavu           | 411           | 822                |
| 5  | Gau          | Lomaiviti        | 136,1         | 738                |
| 6  | Koro         | Lomaiviti        | 108,9         | ?                  |
| 7  | Ovalau       | Lomaiviti        | 102,3         | 625                |
| 8  | Rabi         | Vanua Levu       | 66,3          | 463                |
| 9  | Moala        | Lau              | 62,5          | 486                |
| 10 | Lakeba       | Lau              | 58,9          | 219                |
| 11 | Matuku       | Lau              | 57            | 385                |
| 12 | Vanua Balavu | Lau              | 53            | 283                |
| 13 | Rotuma       | Rotuma           | 43            | ?                  |
| 14 | Beqa         | Viti Levu        | 36            | 457                |
| 15 | Qamea        | Vanua Levu       | 34            | 300                |
| 16 | Cicia        | Lau              | 34            | 165                |
| 17 | Vatulele     | Viti Levu        | 31,6          | 34                 |
| 18 | Kabara       | Lau              | 31            | ?                  |
| 19 | Ono          | Kadavu           | 30            | 354                |
| 20 | Totoya       | Lau              | 28            | 385                |
| 21 | Mago         | Lau              | 22            | ?                  |
| 22 | Fulaga       | Lau              | 18,5          | 79                 |
| 23 | Ogea Levu    | Lau              | 13,3          | 82                 |
| 24 | Kanacea      | Lau              | 13            | 259                |
| 25 | Laucala      | Vanua Levu       | 12            | ?                  |
| 26 | Batiki       | Lomaiviti        | 12            | ?                  |